# آلبرت کینگ
آلبرت کینگ (به انگلیسی: Albert King) (زادهٔ ۲۵ آوریل ۱۹۲۳ – درگذشتهٔ ۲۱ دسامبر ۱۹۹۲) خواننده و گیتاریست بلوز اهل آمریکا بود. وب‌گاه آل میوزیک کینگ را شایستهٔ لقب «پادشاه موسیقی بلوز» دانسته‌است و از او به همراه بی.بی. کینگ و فردی کینگ به‌عنوان تأثیرگذارترین‌ها بر نوازندگان بلوز و راک یاد کرده‌است.

## شیوهٔ نوازندگی
کینگ که یک نوازندهٔ «چَپ دست» بود معمولاً از گیتارهای مخصوص افراد «راست دست» استفاده می‌کرد. او با تعویض پوزیشن ساز حتی جای سیم‌ها را هم عوض نمی‌کرد، به شکلی‌که برخلاف تمام گیتاریست‌های دیگر بَم‌ترین سیم او با نُت می در بخش پایین دستهٔ ساز قرار می‌گرفت. این مسئله باعث ایجاد تمایزهایی در شیوهٔ نوازندگی او با دیگران می‌شد. برای مثال او زمانی که می‌خواست تکنیک «بِندینگ» را اجرا کند با انگشتان‌اش سیم‌ها را به سمت پائین حرکت می‌داد، دقیقاً برخلاف دیگر نوازندگان که معمولاً برای اجرای این تکنیک سیم‌ها را به سمت بالا حرکت می‌دهند.
صدای یگانه و شیوهٔ منحصر به‌فرد کینگ در نوازندگی، الگوی بسیاری از نوازندگان سفیدپوست به‌خصوص در موسیقی راک اند رول بوده‌است. موسیقی آلبرت کینگ در زمان گوش‌کردن، بلافاصله از تمامی دیگر نوازندگان بلوز قابل تمیزدادن است و او یکی از مهم‌ترین نوازندگان گیتار الکتریک سبک بلوز همهٔ دوران است.

## آلبوم‌ها

### استودیویی، کنسرت و برگزیده آثار
| نام آلبوم                                        | سال انتشار |
| ۱. The Big Blues                                 | ۱۹۶۲       |
| ۲. Born Under a Bad Sign                         | ۱۹۶۷       |
| ۳. Live Wire/Blues Power                         | ۱۹۶۸       |
| ۴. Years Gone By                                 | ۱۹۶۹       |
| ۵. King Of The Blues Guitar                      | ۱۹۶۹       |
| ۶. Blues For Elvis - King Does The King's Things | ۱۹۷۰       |
| ۷. Lovejoy                                       | ۱۹۷۱       |
| ۸. I'll Play The Blues For You                   | ۱۹۷۲       |
| ۹. WattStax                                      | ۱۹۷۲       |
| ۱۰. Blues At Sunset                              | ۱۹۷۳       |
| ۱۱. Blues At Sunrise                             | ۱۹۷۳       |
| ۱۲. I Wanna Get Funky                            | ۱۹۷۴       |
| ۱۳. Montreux Festival                            | ۱۹۷۷       |
| ۱۴. The Blues Don't Change                       | ۱۹۷۷       |
| ۱۵. Funky London                                 | ۱۹۷۷       |
| ۱۶. Albert                                       | ۱۹۷۶       |
| ۱۷. Truckload Of Lovin'                          | ۱۹۷۶       |
| ۱۸. I'll Play the Blues For You                  | ۱۹۷۷       |
| ۱۹. King Albert                                  | ۱۹۷۷       |
| ۲۰. New Orleans Heat                             | ۱۹۷۹       |
| ۲۱. Chronicle                                    | ۱۹۷۹       |
| ۲۲. ‎San Francisco 83'‎                            | ۱۹۸۳       |
| ۲۳. Crosscut Saw: Albert King In San Francisco   | ۱۹۸۳       |
| ۲۴. I'm In A Phone Booth, Baby                   | ۱۹۸۴       |
| ۲۵. The Best Of Albert King                      | ۱۹۸۶       |
| ۲۶. The Lost Session                             | ۱۹۸۶       |
| ۲۷. Let's Have A Natural Ball                    | ۱۹۸۹       |
| ۲۸. Live                                         | ۱۹۸۹       |
| ۲۹. Door To Door                                 | ۱۹۹۰       |
| ۳۰. Wednesday Night In San Francisco             | ۱۹۹۰       |
| ۳۱. Thursday Night in San Francisco              | ۱۹۹۰       |
| ۳۲. Red House                                    | ۱۹۹۱       |
| ۳۲. Roadhouse Blues                              | ۱۹۹۲       |

پس از مرگ کینگ در سال ۱۹۹۲ تا ۲۰۰۷ تعداد ۲۷ آلبوم دیگر به‌صورت برگزیده آثار یا اجراهای زندهٔ او منتشر شده‌است.